# Los Angeles City College

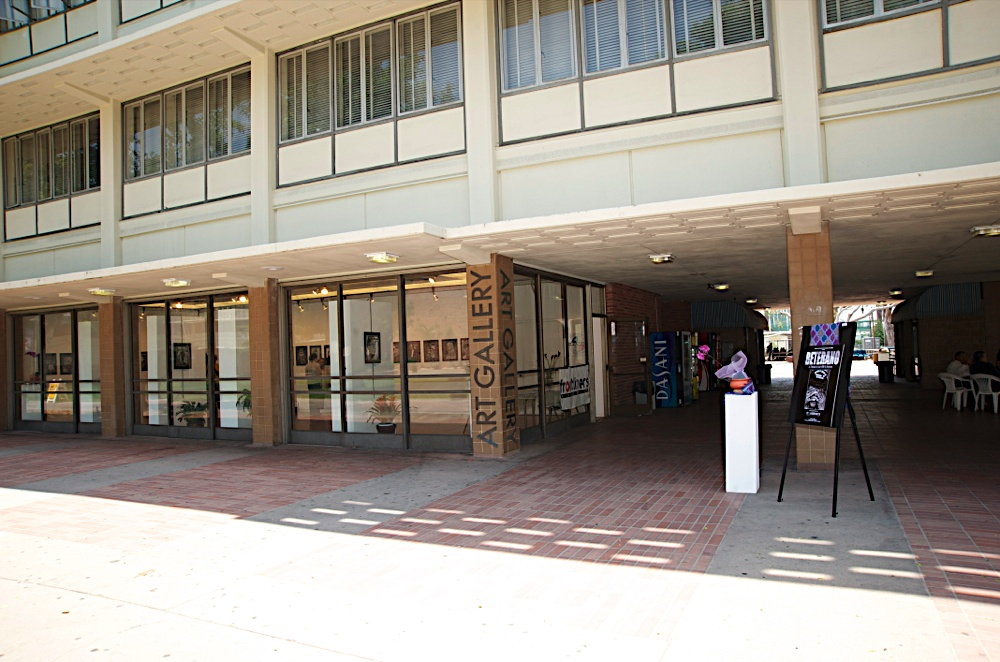
Los Angeles City College, Da Vinci Hall Art Gallery (2008)

Das Los Angeles City College (LACC) ist ein staatliches Community College in East Hollywood, einem Stadtteil von Los Angeles, Kalifornien.
Das LACC befindet sich auf dem früheren Hochschulgelände der University of California, Los Angeles (UCLA). Das College bietet Kurse an, die auch auf andere Universitäten übertragbar sind, u. a. in den Bereichen Technologie, Gesundheitswesen, Kunst und Unterhaltung, Pädagogik, Ernährungswissenschaft, Justizverwaltung.
Die "Theaterakademie" des College bietet Blockprogramme für Schauspiel, Theatertechnik und Kostümdesign an. Das Ausbildungsprogramm wurde 1929 eingeführt und umfasst 6 Semester.

## Absolventen
- Alan Arkin (1934–2023), Schauspieler
- Billy Barty (1924–2000), Schauspieler, Gründer von Little People of America
- Barbara Billingsley (1915–2010), Schauspielerin
- Tommy Bond (1926–2005), früherer Kinderschauspieler
- Charles Bukowski (1920–1994), Dichter und Autor
- James Coburn (1928–2002), Schauspieler
- Mike Douglass, NFL-Spieler
- Eric Dolphy (1928–1964), Jazz-Musiker
- Angela Dorian (* 1944), Schauspielerin und Model
- Clint Eastwood (* 1930), Schauspieler, Produzent, Regisseur
- Ron Ellis, Regisseur des Kurzfilms Board and Care (Gewinner des Academy Award)
- Mike Evans, Schauspieler
- Vince Evans, früherer NFL-Spieler
- Jean Fenn, Opernstar
- Bob Florence (1932–2008), Komponist, Band-Frontman, Lehrer
- Morgan Freeman (* 1937), Schauspieler
- Don Friedman (1935–2016), Jazz-Pianist
- Larry Friend, früherer NBA-Spieler[1]
- Murray Fromson, CBS/PBS-Nachrichtensprecher
- Frank Gehry (* 1929), Architekt
- Cristian Gheorghiu, Künstler/Maler[2]
- Jerry Goldsmith (1929–2004), Komponist
- Albert L. Gordon (1915–2009), Anwalt für die Rechte von Schwulen[3]
- Don Grady (1944–2012), Schauspieler der Fernsehserie Meine drei Söhne[4]
- Deidre Hall, Schauspielerin
- Mark Hamill (* 1951), Schauspieler
- Earl Hammond, Schauspieler
- Michael S. Harper, Schriftsteller
- David Liebe Hart, Musiker, Straßenakkrobat, Künstler, Schauspieler, Puppenspieler
- Allen Hoskins (1920–1980), Our Gang Schauspieler
- Albert Hughes (* 1972), Regisseur
- Jackie Joseph (* 1933), Schauspielerin
- Maulana Karenga (* 1941), Gründer von Kwanzaa
- Celia Kaye (* 1942), Schauspielerin
- Margaret Kerry (* 1929), Schauspielerin
- Lawrence Klein (1920–2013), Volkswirt (Nobelpreisträger)
- John Lees, Künstler und Kunstprofessor
- Jerry Leiber and Mike Stoller, Musikproduzenten
- Woodley Lewis, früherer NFL-Spieler
- Bryan Malessa, Autor
- Rod Martin, früherer "All-Pro"-Spieler der Oakland Raiders
- Whitman Mayo, Schauspieler
- Charles Mingus (1922–1979), Jazzmusiker
- James Mitchell (1920–2010), früherer Tanz-Schauspieler
- Karen Moncrieff (* 1962), Regisseur
- Dickie Moore (1925–2015), Kinderschauspieler
- Wayne Morris (1914–1959), Schauspieler, WWII-Sportler
- Shelley Morrison (1936–2019), Schauspielerin
- John James Nazarian, TV-Kommentator, Privatdetektiv
- Louis R. Nowell (1915–2000), Mitglied des "Los Angeles City Council" (1963–1977)
- Hugh O’Brian (1925–2016), Schauspieler
- Odetta (1930–2008), Sänger
- Bernard C. Parks, früherer Polizeichef von Los Angeles police und derzeit Politiker
- Donna Reed (1921–1986), Schauspielerin (Oscar-Gewinnerin)
- Dianne Reeves (* 1956), Jazz-Musiker
- Judith Reisman (1935–2021), Schriftsteller
- Gene Roddenberry (1921–1991), Erfinder von Star Trek
- Jack Sheldon (1931–2019), ein amerikanischer Bebop- und West-Coast-Jazz-Trompeter in der The Merv Griffin Show sowie die Stimme aus vielen Folgen der Musik-Lehrvideo-Serie Schoolhouse Rock
- Robert A. Sirico, Priester, Gründer des Acton Institute
- Leonard Slatkin (* 1944), Dirigent
- Alexis Smith (1921–1993), Schauspielerin
- Arthur K. Snyder, Los Angeles City Council member, 1967–1985
- Hisako Terasaki, Künstler
- Roy Thinnes (* 1938), Schauspieler
- Irene Tsu (* 1944), Schauspielerin[5]
- Robert Vaughn (1932–2016), Schauspieler
- Diane E. Watson, Mitglied des Kongresses
- Stuart Whitman (1928–2020), Schauspieler
- Cindy Williams (1947–2023), Schauspielerin und Produzentin
- Esther Williams (1921–2013), Schauspielerin, bekannte Schwimmerin
- John Williams (* 1932), Komponist
- Jo Anne Worley, Comic-Schauspielerin
- La Monte Young (* 1935), Komponist